# لیگ کونکاکاف ۲۰۱۷
لیگ کونکاکاف ۲۰۱۷ (که برای اهداف حمایت مالی رسماً با نام لیگ کونکاکاف اسکوشیابانک ۲۰۱۷ شناخته می‌شود) اولین دوره لیگ کونکاکاف بود، یک رقابت باشگاهی فوتبال که توسط کونکاکاف، نهاد حاکم منطقه‌ای آمریکای شمالی، آمریکای مرکزی و کارائیب، سازماندهی شده بود.
این مسابقات به عنوان بخشی از یک پلتفرم جدید مسابقات باشگاهی کونکاکاف ایجاد شد که شامل دو تورنمنت (لیگ کونکاکاف و لیگ قهرمانان کونکاکاف) و در مجموع ۳۱ تیم در طول فصل بود (افزایش نسبت به ۲۴ تیم قبلی). ۱۶ تیم از اوت تا اکتبر در لیگ کونکاکاف به رقابت می‌پردازند و قهرمان لیگ کونکاکاف به ۱۵ تیم ورودی مستقیم که از فوریه تا آوریل در لیگ قهرمانان کونکاکاف رقابت می‌کنند، می‌پیوندد. جزئیات اولین دوره لیگ کونکاکاف در ۸ مه ۲۰۱۷ تأیید شد.
المپیا در فینال سانتوس ده گواپیلس را شکست داد و به لیگ قهرمانان کونکاکاف ۲۰۱۸ راه یافت.

## نحوه صلاحیت
در مجموع ۱۶ تیم در مسابقات حضور یافتند:
- منطقه آمریکای مرکزی: ۱۳ تیم (از شش فدراسیون؛ معمولاً از هفت فدراسیون، اما تیم‌های گواتمالایی از مسابقات این فصل کنار گذاشته شدند)
- منطقه کارائیب: ۳ تیم (از دو یا سه فدراسیون)

بنابراین، تیم‌های ۸ یا ۹ کشور از ۴۱ فدراسیون عضو کونکاکاف می‌توانند در لیگ کونکاکاف شرکت کنند.

### آمریکای مرکزی
۱۳ سهمیه برای اتحادیه فوتبال آمریکای مرکزی (اونکاف) به هفت انجمن عضو اونکاف به شرح زیر اختصاص داده شده است: دو سهمیه برای هر یک از کشورهای کاستاریکا، السالوادور، گواتمالا، هندوراس، پاناما و نیکاراگوئه و یک سهمیه برای بلیز.
تمام لیگ‌های آمریکای مرکزی از یک فصل تقسیم‌شده با دو تورنمنت در یک فصل استفاده می‌کنند، بنابراین تیم‌های زیر واجد شرایط لیگ کونکاکاف هستند:
- در لیگ کاستاریکا، قهرمان‌هایی که رکورد مجموع ضعیف‌تری دارند و غیر قهرمان‌هایی که بهترین رکورد مجموع را دارند، واجد شرایط هستند. اگر تیمی وجود داشته باشد که قهرمان هر دو تورنمنت باشد، غیر قهرمان‌هایی که دومین رکورد مجموع بهتر را دارند، واجد شرایط می‌شوند.
- در لیگ‌های السالوادور، گواتمالا، هندوراس و پاناما، قهرمان‌هایی که رکورد مجموع ضعیف‌تری دارند و نایب قهرمان‌هایی که رکورد مجموع بهتری دارند (یا هر تیمی که نایب قهرمان هر دو تورنمنت باشد)، واجد شرایط می‌شوند. اگر تیمی وجود داشته باشد که فینالیست هر دو تورنمنت باشد، نایب قهرمان‌هایی که رکورد مجموع ضعیف‌تری دارند، واجد شرایط می‌شوند. اگر دو تیم وجود داشته باشند که فینالیست هر دو تورنمنت باشند، غیر قهرمان‌هایی که بهترین رکورد مجموع را دارند، واجد شرایط می‌شوند.
- در لیگ نیکاراگوئه، هر دو قهرمان واجد شرایط هستند. اگر تیمی وجود داشته باشد که قهرمان هر دو تورنمنت باشد، نایب قهرمان‌هایی که رکورد مجموع بهتری دارند (یا هر تیمی که نایب قهرمان هر دو تورنمنت باشد) واجد شرایط هستند. در لیگ بلیز، قهرمانی که مجموع امتیازات بهتری داشته باشد (یا هر تیمی که قهرمان هر دو تورنمنت باشد) واجد شرایط می‌شود.

اگر تیم‌هایی از هر یک از فدراسیون‌های آمریکای مرکزی حذف شوند، تیم‌هایی از سایر فدراسیون‌های آمریکای مرکزی جایگزین آنها می‌شوند که این فدراسیون‌ها بر اساس نتایج مسابقات قبلی لیگ قهرمانان کونکاکاف انتخاب می‌شوند. برای این فصل، دو تیم گواتمالا به دلیل تعلیق فدراسیون خود توسط فیفا حذف شدند و یک تیم دیگر از پاناما و هندوراس جایگزین آنها شد.

### کارائیب
سه سهمیه اتحادیه فوتبال کارائیب (سی‌اف‌یو) از طریق جام باشگاه‌های کارائیب، یک تورنمنت شبه‌قاره‌ای که برای باشگاه‌های هر ۳۱ انجمن عضو سی‌اف‌یو آزاد است، اختصاص داده می‌شود. برای واجد شرایط شدن در جام باشگاه‌های کارائیب، تیم‌ها باید در فصل قبل به عنوان قهرمان یا نایب قهرمان لیگ انجمن مربوطه خود به پایان برسند، اما تیم‌های حرفه‌ای نیز در صورت بازی در لیگ کشور دیگری می‌توانند توسط انجمن‌های خود انتخاب شوند.
تیم‌های نایب قهرمان، سوم و چهارم جام باشگاه‌های کارائیب، جواز حضور در لیگ کونکاکاف را کسب می‌کنند.

## تیم‌ها
۱۶ تیم زیر (از هشت فدراسیون) به این مسابقات راه یافتند.
| انجمن                                | تیم               | نحوه راه‌یابی                                                                                          |
| ------------------------------------ | ----------------- | --- |
| کاستاریکا (۲ سهمیه)[نکته گواتمالا]   | آلاخولنسه         | تیم غیر قهرمان با بهترین رکورد مجموع امتیازات در فصل ۱۷–۲۰۱۶                                          |
| کاستاریکا (۲ سهمیه)[نکته گواتمالا]   | سانتوس ده گواپیلس | تیم غیر قهرمان با دومین رکورد برتر مجموع در فصل ۱۷–۲۰۱۶[نکته کاستاریکا]                               |
| هندوراس (۲ + ۱ سهمیه)[نکته گواتمالا] | هندوراس پروگرسو   | نایب قهرمان با رکورد مجموع بهتر در فصل ۱۷–۲۰۱۶ (فصل پایانی ۲۰۱۷)                                      |
| هندوراس (۲ + ۱ سهمیه)[نکته گواتمالا] | پلاتینزه          | نایب قهرمان با رکورد مجموع ضعیف‌تر در فصل ۱۷–۲۰۱۶ (فصل آغازین ۲۰۱۶)                                    |
| هندوراس (۲ + ۱ سهمیه)[نکته گواتمالا] | المپیا            | تیم نیمه نهایی با بهترین رکورد مجموع در فصل ۱۷–۲۰۱۶ (فصل پایانی ۲۰۱۶ و فصل آغازین ۲۰۱۷)[نکته هندوراس] |
| پاناما (۲ + ۱ سهمیه)[نکته گواتمالا]  | عربه یونیدو       | قهرمان با رکورد مجموع ضعیف‌تر در فصل ۱۷–۲۰۱۶ (فصل پایانی ۲۰۱۶)                                         |
| پاناما (۲ + ۱ سهمیه)[نکته گواتمالا]  | پلازا آمادور      | نایب قهرمان فصل پایانی ۲۰۱۶                                                                           |
| پاناما (۲ + ۱ سهمیه)[نکته گواتمالا]  | چوریلو            | تیم نیمه نهایی با بهترین رکورد مجموع در فصل ۱۷–۲۰۱۶ (فصل پایانی ۲۰۱۶)[نکته پاناما]                    |
| السالوادور (۲ سهمیه)                 | آلیانسا           | نایب قهرمان فصل پایانی ۲۰۱۶ و فصل آغازین ۲۰۱۷                                                         |
| السالوادور (۲ سهمیه)                 | آگویلا            | تیم نیمه نهایی با بهترین رکورد مجموع در فصل ۱۷–۲۰۱۶ (فصل پایانی ۲۰۱۶ و فصل آغازین ۲۰۱۷)               |
| نیکاراگوئه (۲ سهمیه)                 | رئال استیلی       | قهرمان فصل پایانی ۲۰۱۶ و فصل آغازین ۲۰۱۷                                                              |
| نیکاراگوئه (۲ سهمیه)                 | والتر فرتی        | نایب قهرمان فصل پایانی ۲۰۱۶ و فصل آغازین ۲۰۱۷                                                         |
| بلیز (۱ سهمیه)                       | بلموپان بندیتس    | قهرمان فصل پایانی ۲۰۱۶ و فصل آغازین ۲۰۱۷                                                              |

| انجمن             | تیم             | نحوه راه‌یابی                           |
| ----------------- | --------------- | -------------------------------------- |
| ترینیداد و توباگو | سن خوان جابلوته | نایب قهرمان جام باشگاه‌های کارائیب ۲۰۱۷ |
| جامائیکا          | پورتمور یونایتد | مقام سومی جام باشگاه‌های کارائیب ۲۰۱۷   |
| ترینیداد و توباگو | سنترال          | مقام چهارمی جام باشگاه‌های کارائیب ۲۰۱۷ |

نکات
1. ^ کاستاریکا: سهمیه «وایلدکارد» که از گواتمالا به کاستاریکا منتقل شد، به سانتوس ده گواپیلس، تیم غیرقهرمان با دومین رکورد برتر مجموع امتیازات، رسید.[۴]
2. ^ گواتمالا: در ۲۸ اکتبر ۲۰۱۶، فیفا فدراسیون ملی فوتبال گواتمالا را به دلیل دخالت سیاسی دولت گواتمالا به حالت تعلیق درآورد. تا زمان لغو این تعلیق، تیم‌های گواتمالا اجازه شرکت در مسابقات بین‌المللی را ندارند.[۵] کونکاکاف مهلت اول مه ۲۰۱۷ را برای لغو تعلیق تعیین کرد تا تیم‌های گواتمالا بتوانند در مسابقات این فصل شرکت کنند،[۶] و پس از آنکه فدراسیون گواتمالا نتوانست توسط فیفا دوباره به عضویت خود بازگردد، در ۵ مه ۲۰۱۷ تمام تیم‌های گواتمالا را اخراج کرد.[۷] دو تیم گواتمالایی که می‌توانستند به لیگ کونکاکاف راه پیدا کنند عبارت بودند از:
  - آنتیگوا, قهرمان با رکورد مجموع بدتر در فصل ۱۷–۲۰۱۶
  - گواستاتویا, نایب قهرمان فصل آغازین ۲۰۱۷

علاوه بر این، مونیسیپال (قهرمان فصل آغازین ۲۰۱۷ و نایب قهرمان فصل پایانی ۲۰۱۶) به عنوان قهرمان با رکورد مجموع بهتر در فصل ۱۷–۲۰۱۶ به لیگ قهرمانان کونکاکاف راه می‌یافتند، و هردیانو که می‌توانست برای اولین بار به لیگ کونکاکاف راه یابد، از لیگ کونکاکاف به لیگ قهرمانان کونکاکاف منتقل شد تا جایگزین آنها شود. در نتیجه، سه سهمیه خالی با تیم‌هایی از کاستاریکا (سانتوس ده گواپیلس)، هندوراس (المپیا) و پاناما (چوریلو) جایگزین شدند که همگی بر اساس عملکرد انجمن‌های آمریکای مرکزی در پنج سال گذشته، به عنوان تیم‌های "وایلدکارد" وارد لیگ کونکاکاف شدند و به هندوراس و پاناما هر کدام سه سهمیه دادند.[۸][۹][۱۰]
3. ^ هندوراس: سهمیه «وایلدکارد» که از گواتمالا به کاستاریکا منتقل شد، به المپیا، تیم نیمه نهایی با دومین رکورد برتر مجموع امتیازات، رسید.[۱۱]
4. ^ پاناما: سهمیه "وایلدکارد" که از گواتمالا به پاناما منتقل شده بود، به تیم نیمه نهایی، چوریلو، با بهترین رکورد مجموع امتیازات، رسید.[۱۲]

## قرعه کشی
قرعه کشی لیگ کونکاکاف ۲۰۱۷ در تاریخ ۳۱ مه ۲۰۱۷، ساعت ۱۹:۰۰ به وقت شرقی آمریکا (یوتی‌سی ۴:۰۰–)، در هتل هیلتون میامی ایرپورت در میامی، فلوریدا، ایالات متحده برگزار شد و از طریق یوتیوب پخش شد.
قرعه کشی، هر مسابقه در مرحله یک‌هشتم نهایی (شماره ۱ تا ۸) بین یک تیم از گلدان ۱ و یک تیم از گلدان ۲ را که هر کدام شامل هشت تیم بودند، تعیین می‌کرد. «گلدان‌های جایگاه نمودار» (گلدان A و گلدان B) شامل جایگاه‌های نمودار شماره ۱ تا ۸ مربوط به هر مسابقه بودند. به تیم‌های گلدان ۱، یک جایگاه نمودار از گلدان A و به تیم‌های گلدان ۲، یک جایگاه نمودار از گلدان B اختصاص داده شد. تیم‌های یک انجمن نمی‌توانستند در مرحله یک‌هشتم نهایی در مقابل یکدیگر قرار بگیرند، به جز تیم‌های «وایلدکارد» که جایگزین تیمی از انجمن دیگر می‌شدند.
۱۶ تیم به شرح زیر در گلدان‌ها توزیع شدند:
| گلدان   | سهمیه | تیم                           |
| ------- | ----- | ----------------------------- |
| گلدان ۱ | CRC3  | آلاخولنسه                     |
| گلدان ۱ | PAN2  | عربه یونیدو                   |
| گلدان ۱ | PAN3  | پلازا آمادور                  |
| گلدان ۱ | HON2  | هندوراس پروگرسو               |
| گلدان ۱ | SLV2  | آلیانسا                       |
| گلدان ۱ | NCA1  | رئال استیلی                   |
| گلدان ۱ | BLZ1  | بلموپان بندیتس                |
| گلدان ۱ | CFU2  | سن خوان جابلوته               |
| گلدان ۲ | CRC4  | سانتوس ده گواپیلس (وایلدکارد) |
| گلدان ۲ | PAN4  | چوریلو (وایلدکارد)            |
| گلدان ۲ | HON3  | پلاتینزه                      |
| گلدان ۲ | HON4  | المپیا (وایلدکارد)            |
| گلدان ۲ | SLV3  | آگویلا                        |
| گلدان ۲ | NCA2  | والتر فرتی                    |
| گلدان ۲ | CFU3  | پورتمور یونایتد               |
| گلدان ۲ | CFU4  | سنترال                        |

## فرمت
در لیگ کونکاکاف، ۱۶ تیم در یک تورنمنت تک‌حذفی بازی کردند. هر بازی به صورت رفت و برگشت برگزار می‌شد. اگر نتیجه بعد از بازی برگشت مساوی می‌شد، قانون گل زده در خانه حریف اعمال می‌شد و اگر همچنان مساوی بود، از ضربات پنالتی برای تعیین برنده استفاده می‌شد.

## برنامه مسابقات
برنامه مسابقات به شرح زیر بود:
| مرحله         | بازی رفت           | بازی برگشت      |
| ------------- | ------------------ | --------------- |
| یک‌هشتم نهایی  | ۱–۳ اوت ۲۰۱۷       | ۸–۱۰ اوت ۲۰۱۷   |
| یک‌چهارم نهایی | ۱۵–۱۷ اوت ۲۰۱۷     | ۲۲–۲۴ اوت ۲۰۱۷  |
| نیمه نهایی    | ۱۳–۱۴ سپتامبر ۲۰۱۷ | ۲۱ سپتامبر ۲۰۱۷ |
| فینال         | ۱۹ اکتبر ۲۰۱۷      | ۲۶ اکتبر ۲۰۱۷   |

## نمودار
|  | یک‌هشتم نهایی      | یک‌هشتم نهایی | یک‌هشتم نهایی      | یک‌هشتم نهایی |   |              | یک‌چهارم نهایی | یک‌چهارم نهایی | یک‌چهارم نهایی | یک‌چهارم نهایی |  |  | نیمه نهایی | نیمه نهایی | نیمه نهایی | نیمه نهایی |  |  | فینال | فینال | فینال | فینال |  |
|  |                   |              |                   |              |   |              |               |               |               |               |  |  |            |            |            |            |  |  |       |       |       |       |  |
|  | سانتوس ده گواپیلس | ۶            | ۲                 | ۸            |   |              |               |               |               |               |  |  |            |            |            |            |  |  |       |       |       |       |  |
|  | سانتوس ده گواپیلس | ۶            | ۲                 | ۸            |   |              |               |               |               |               |  |  |            |            |            |            |  |  |       |       |       |       |  |
|  | سن خوان جابلوته   | ۲            | ۱                 | ۳            |   |              |               |               |               |               |  |  |            |            |            |            |  |  |       |       |       |       |  |
|  | سن خوان جابلوته   | ۲            | ۱                 | ۳            |   | چوریلو       | ۰             | ۰             | ۰             |               |  |  |            |            |            |            |  |  |       |       |       |       |  |
|  |                   |              |                   |              |   | چوریلو       | ۰             | ۰             | ۰             |               |  |  |            |            |            |            |  |  |       |       |       |       |  |
|  |                   |              | سانتوس ده گواپیلس | ۱            | ۱ | ۲            |               |               |               |               |  |  |            |            |            |            |  |  |       |       |       |       |  |
|  | چوریلو            | ۱            | سانتوس ده گواپیلس | ۱            | ۱ | ۲            | ۱             | ۲             |               |               |  |  |            |            |            |            |  |  |       |       |       |       |  |
|  | چوریلو            | ۱            |                   |              |   |              |               |               |               |               |  |  |            |            |            |            |  |  |       |       |       |       |  |
|  | هندوراس پروگرسو   | ۰            | ۰                 | ۰            |   |              |               |               |               |               |  |  |            |            |            |            |  |  |       |       |       |       |  |
|  | هندوراس پروگرسو   | ۰            | ۰                 | ۰            |   | عربه یونیدو  | ۰             | ۰             | ۰             |               |  |  |            |            |            |            |  |  |       |       |       |       |  |
|  |                   |              |                   |              |   |              |               |               |               |               |  |  |            |            |            |            |  |  |       |       |       |       |  |
|  |                   |              | سانتوس ده گواپیلس | ۰            | ۱ | ۱            |               |               |               |               |  |  |            |            |            |            |  |  |       |       |       |       |  |
|  | سنترال            | ۱            | سانتوس ده گواپیلس | ۰            | ۱ | ۱            | ۰             | ۱             |               |               |  |  |            |            |            |            |  |  |       |       |       |       |  |
|  | سنترال            | ۱            |                   |              |   |              |               |               |               |               |  |  |            |            |            |            |  |  |       |       |       |       |  |
|  | عربه یونیدو       | ۲            | ۳                 | ۵            |   |              |               |               |               |               |  |  |            |            |            |            |  |  |       |       |       |       |  |
|  | عربه یونیدو       | ۲            | ۳                 | ۵            |   | آگویلا       | ۰             | ۱             | ۱             |               |  |  |            |            |            |            |  |  |       |       |       |       |  |
|  |                   |              |                   |              |   | آگویلا       | ۰             | ۱             | ۱             |               |  |  |            |            |            |            |  |  |       |       |       |       |  |
|  |                   |              | عربه یونیدو       | ۲            | ۰ | ۲            |               |               |               |               |  |  |            |            |            |            |  |  |       |       |       |       |  |
|  | آگویلا (پ)        | ۱            | عربه یونیدو       | ۲            | ۰ | ۲            | ۰             | ۱ (۴)         |               |               |  |  |            |            |            |            |  |  |       |       |       |       |  |
|  | آگویلا (پ)        | ۱            |                   |              |   |              |               |               |               |               |  |  |            |            |            |            |  |  |       |       |       |       |  |
|  | رئال استیلی       | ۰            | ۱                 | ۱ (۳)        |   |              |               |               |               |               |  |  |            |            |            |            |  |  |       |       |       |       |  |
|  | رئال استیلی       | ۰            | ۱                 | ۱ (۳)        |   | المپیا (پ)   | ۰             | ۱             | ۱ (۴)         |               |  |  |            |            |            |            |  |  |       |       |       |       |  |
|  |                   |              |                   |              |   |              |               |               |               |               |  |  |            |            |            |            |  |  |       |       |       |       |  |
|  |                   |              | سانتوس ده گواپیلس | ۱            | ۰ | ۱ (۱)        |               |               |               |               |  |  |            |            |            |            |  |  |       |       |       |       |  |
|  | المپیا            | ۲            | سانتوس ده گواپیلس | ۱            | ۰ | ۱ (۱)        | ۱             | ۳             |               |               |  |  |            |            |            |            |  |  |       |       |       |       |  |
|  | المپیا            | ۲            |                   |              |   |              |               |               |               |               |  |  |            |            |            |            |  |  |       |       |       |       |  |
|  | آلاخولنسه         | ۰            | ۰                 | ۰            |   |              |               |               |               |               |  |  |            |            |            |            |  |  |       |       |       |       |  |
|  | آلاخولنسه         | ۰            | ۰                 | ۰            |   | آلیانسا      | ۱             | ۱             | ۲             |               |  |  |            |            |            |            |  |  |       |       |       |       |  |
|  |                   |              |                   |              |   | آلیانسا      | ۱             | ۱             | ۲             |               |  |  |            |            |            |            |  |  |       |       |       |       |  |
|  |                   |              | المپیا            | ۰            | ۳ | ۳            |               |               |               |               |  |  |            |            |            |            |  |  |       |       |       |       |  |
|  | پلاتینزه          | ۱            | المپیا            | ۰            | ۳ | ۳            | ۱             | ۲             |               |               |  |  |            |            |            |            |  |  |       |       |       |       |  |
|  | پلاتینزه          | ۱            |                   |              |   |              |               |               |               |               |  |  |            |            |            |            |  |  |       |       |       |       |  |
|  | آلیانسا           | ۲            | ۲                 | ۴            |   |              |               |               |               |               |  |  |            |            |            |            |  |  |       |       |       |       |  |
|  | آلیانسا           | ۲            | ۲                 | ۴            |   | پلازا آمادور | ۱             | ۱             | ۲             |               |  |  |            |            |            |            |  |  |       |       |       |       |  |
|  |                   |              |                   |              |   |              |               |               |               |               |  |  |            |            |            |            |  |  |       |       |       |       |  |
|  |                   |              | المپیا            | ۷            | ۱ | ۸            |               |               |               |               |  |  |            |            |            |            |  |  |       |       |       |       |  |
|  | پورتمور یونایتد   | ۱            | المپیا            | ۷            | ۱ | ۸            | ۰             | ۱ (۴)         |               |               |  |  |            |            |            |            |  |  |       |       |       |       |  |
|  | پورتمور یونایتد   | ۱            |                   |              |   |              |               |               |               |               |  |  |            |            |            |            |  |  |       |       |       |       |  |
|  | پلازا آمادور (پ)  | ۰            | ۱                 | ۱ (۵)        |   |              |               |               |               |               |  |  |            |            |            |            |  |  |       |       |       |       |  |
|  | پلازا آمادور (پ)  | ۰            | ۱                 | ۱ (۵)        |   | والتر فرتی   | ۰             | ۱             | ۱             |               |  |  |            |            |            |            |  |  |       |       |       |       |  |
|  |                   |              |                   |              |   | والتر فرتی   | ۰             | ۱             | ۱             |               |  |  |            |            |            |            |  |  |       |       |       |       |  |
|  |                   |              | پلازا آمادور      | ۰            | ۲ | ۲            |               |               |               |               |  |  |            |            |            |            |  |  |       |       |       |       |  |
|  | والتر فرتی        | ۴            | پلازا آمادور      | ۰            | ۲ | ۲            | ۱             | ۵             |               |               |  |  |            |            |            |            |  |  |       |       |       |       |  |
|  | والتر فرتی        | ۴            |                   |              |   |              |               |               |               |               |  |  |            |            |            |            |  |  |       |       |       |       |  |
|  | بلموپان بندیتس    | ۱            | ۰                 | ۱            |   |              |               |               |               |               |  |  |            |            |            |            |  |  |       |       |       |       |  |

## یک‌هشتم نهایی
بازی‌های رفت در تاریخ ۱ تا ۳ اوت و بازی‌های برگشت در تاریخ ۸ تا ۱۰ اوت ۲۰۱۷ برگزار شدند.
| تیم ۱             | نتیجه نهایی | تیم ۲           | بازی رفت | بازی برگشت |
| ----------------- | ----------- | --------------- | -------- | ---------- |
| سانتوس ده گواپیلس | ۸–۳         | سن خوان جابلوته | ۶–۲      | ۲–۱        |
| چوریلو            | ۲–۰         | هندوراس پروگرسو | ۱–۰      | ۱–۰        |
| سنترال            | ۱–۵         | عربه یونیدو     | ۱–۲      | ۰–۳        |
| آگویلا            | ۱–۱ (۴–۳ پ) | رئال استیلی     | ۱–۰      | ۱–۰        |
| المپیا            | ۳–۰         | آلاخولنسه       | ۲–۰      | ۱–۰        |
| پلاتینزه          | ۲–۴         | آلیانسا         | ۱–۲      | ۱–۲        |
| پورتمور یونایتد   | ۱–۱ (۴–۵ پ) | پلازا آمادور    | ۱–۰      | ۰–۱        |
| والتر فرتی        | ۵–۱         | بلموپان بندیتس  | ۴–۱      | ۱–۰        |

## یک‌چهارم نهایی
بازی‌های رفت در تاریخ ۱۵ تا ۱۷ اوت و بازی‌های برگشت در تاریخ ۲۲ تا ۲۴ اوت ۲۰۱۷ برگزار شدند.
| تیم ۱      | نتیجه نهایی | تیم ۲             | بازی رفت | بازی برگشت |
| ---------- | ----------- | ----------------- | -------- | ---------- |
| چوریلو     | ۰–۲         | سانتوس ده گواپیلس | ۰–۱      | ۰–۱        |
| آگویلا     | ۱–۲         | عربه یونیدو       | ۰–۲      | ۱–۰        |
| آلیانسا    | ۲–۳         | المپیا            | ۱–۰      | ۱–۳        |
| والتر فرتی | ۱–۲         | پلازا آمادور      | ۰–۰      | ۱–۲        |

## نیمه نهایی
بازی‌های رفت در ۱۳ و ۱۴ سپتامبر و بازی‌های برگشت در ۲۱ سپتامبر ۲۰۱۷ برگزار شدند.
| تیم ۱        | نتیجه نهایی | تیم ۲             | بازی رفت | بازی برگشت |
| ------------ | ----------- | ----------------- | -------- | ---------- |
| عربه یونیدو  | ۰–۱         | سانتوس ده گواپیلس | ۰–۰      | ۰–۱        |
| پلازا آمادور | ۲–۸         | المپیا            | ۱–۷      | ۱–۱        |

## فینال
بازی رفت در ۱۹ اکتبر و بازی برگشت در ۲۶ اکتبر ۲۰۱۷ برگزار شد.
| تیم ۱  | نتیجه نهایی | تیم ۲             | بازی رفت | بازی برگشت |
| ------ | ----------- | ----------------- | -------- | ---------- |
| المپیا | ۱–۱ (۴–۱ پ) | سانتوس ده گواپیلس | ۰–۱      | ۱–۰        |

## جوایز
| جایزه                 | بازیکن        | تیم               |
| --------------------- | ------------- | ----------------- |
| توپ طلایی             | مایکل کیرینوس | المپیا            |
| کفش طلایی             | راجر روخاس    | المپیا            |
| دستکش طلایی           | برایان مورالس | سانتوس ده گواپیلس |
| بهترین بازیکن جوان    | کوین آلوارس   | المپیا            |
| جایزه بازی جوانمردانه | —             | سانتوس ده گواپیلس |